# Pierre Talrich
Pierre Talrich, en catalan Pere Talrich, né à Serralongue (Pyrénées-Orientales) le 22 janvier 1810 et mort à Paris 10e le 28 février 1888, est un écrivain français. Sa poésie est en catalan et son théâtre en français.

## Œuvres
- Au Valespir, chant pyrénéen, partition pour chant et piano, musique d'Antoine Taudou.
- (ca + fr) Recorts del Rosselló, Perpignan, Barcelona, Paris, Librairie Charles Latrobe, Llibreria d'Alvar Verdaguer, Libraire Albert Savine, 1887, 47 p., [9] f. de pl. dont un frontispice (BNF 31430936, lire en ligne).
- Vasconcellos : drame en 4 actes, Paris, Plont-Nourrit et Cie, 1902 (lire en ligne).